# Apiocera acutipalpis
Apiocera acutipalpis är en tvåvingeart som beskrevs av Paramonov 1953. Apiocera acutipalpis ingår i släktet Apiocera och familjen Apioceridae. Inga underarter finns listade i Catalogue of Life.